# Toamasina suburbaine
Sub Urbaine è una città e comune del Madagascar situata nel distretto di Toamasina II, regione di Atsinanana. 
La popolazione del comune rilevata nel censimento 2001 era pari a 12 601 unità.